# Adrian Linke
Adrian Linke (* 30. Juli 1970 in Mainz) ist ein deutscher Theater- und Fernsehschauspieler.

## Leben
Adrian Linke absolvierte seine Ausbildung an der Stage School Hamburg. Er stand auf zahlreichen Theaterbühnen. Seit 2002 ist er festes Ensemble-Mitglied am Theater Krefeld und Mönchengladbach, wo er mit seinem Solo-Abend Novecento – Die Legende vom Ozeanpianisten seit mehr als ein Jahrzehnt auftritt. Zudem war er in zahlreichen Film- und Serienrollen zu sehen. Bekannt wurde er vor allem durch die Rolle des Max Jannsen in der Serie Verbotene Liebe.

## Fernsehen (Auswahl)
- 1996: Gegen den Wind
- 1998: Stadt in Angst
- 1998–1999: Alphateam – Die Lebensretter im OP (Fernsehserie, 38 Folgen)
- 1999: Eine Hand voll Gras
- 1999: Zwei Asse und ein König
- 2000: Verbotene Liebe
- 2001: Esther
- 2001: Die Wache
- 2001: Dämonen
- 2002: Kleine Sünden
- 2004: SOKO Köln
- 2004: Reblaus
- 2008: Alles was zählt
- 2009: Unter uns
- 2016: A Different Set of Cards